# Achromadora longicauda
Achromadora longicauda is een rondwormensoort uit de familie van de Cyatholaimidae. De wetenschappelijke naam van de soort is voor het eerst geldig gepubliceerd in 1937 door Schneider.